# Wijkia nivea
Wijkia nivea là một loài Rêu trong họ Sematophyllaceae. Loài này được (Herzog) H.A. Crum miêu tả khoa học đầu tiên năm 1971.